# Migrationsverket (Finland)
Migrationsverket (Migri) (finska: Maahanmuuttovirasto) är ett finskt ämbetsverk underställt inrikesministeriet som behandlar och avgör ärenden som gäller inresa i landet, vistelse i landet, flyktingskap samt finskt medborgarskap. Migrationsverket är en sakkunnig-, service- och beslutsorganisation i ärenden som gäller migration, asyl, flyktingskap och medborgarskap. Verket förverkligar även Finlands migrationspolitik. Överdirektör är sedan september 2022 Ilkka Haahtela.
Verket producerar även informationstjänster för internationella behov samt för finländska beslutsfattare och myndigheter till stöd för det politiska beslutsfattandet. Verket inledde sin verksamhet år 1995 under namnet Utlänningsverket och bytte namn till Migrationsverket i början av 2008. Migrationspolitiken styrs av inrikesministeriet i enlighet med statsrådets riktlinjer.

## Migrationsverkets uppgifter
Migrationsverkets uppgift är att bevilja uppehållstillstånd till utlänningar som kommer till Finland, såsom studerande, arbetstagare, näringsidkare och personer som flyttar till Finland på grund av familjeband samt att registrera uppehållsrätten för EU-medborgare. Migrationsverket behandlar asylansökningar inlämnade av personer som söker internationellt skydd i Finland samt styr och planerar mottagningen av asylsökande och personer som får tillfälligt skydd i praktiken. Migrationsverket upprätthåller även två förläggningar. Dessutom beviljar verket främlingspass och resedokument för flykting samt fattar beslut om avvisning och utvisning. Till Migrationsverkets uppgifter hör även att ansvara för medborgarskapsansökningar, -anmälningar och -utredningar samt underhållet av utlänningsregistret.

### Övriga myndigheter som hanterar migration
Övriga myndigheter som hanterar migration och deras uppgiftsfördelning
- Finlands riksdag
- Utrikesministeriet →     beskickningarna
- Justitieministeriet →     domstolarna
- Inrikesministeriet     → gränsbevakningsväsendet, polisen
- Arbets- och     näringsministeriet → arbets- och näringsbyråerna, NTM-centralerna
- Magistraterna

Riksdagen stiftar lagar och inrikesministeriet ansvarar för beredningen och koordineringen av lagstiftningen om migration. Första ansökningar om uppehållstillstånd lämnas in utomlands till beskickningarna och i Finland till Migrationsverket. Det är möjligt att söka ändring av Migrationsverkets beslut hos förvaltningsdomstolen.
Gränsbevakningsväsendet ansvarar bland annat för visum och tar emot asylansökningar på samma sätt som polisen. Polisen ansvarar för avlägsnande ur landet.
Arbets- och näringsministeriet och ämbetsverken underordnade ministeriet utför arbetskraftspolitisk prövning och undersöker förutsättningarna för näringens lönsamhet vid beviljandet av uppehållstillstånd för näringsidkare samt ansvarar för integreringen av de personer som beviljats uppehållstillstånd. Registreringen av nordiska medborgare hör till magistratens uppgifter.

## Organisation
Migrationsverket utgörs av resultatenheter. Resultatenheterna är indelade i substansenheterna immigrationsenheten, asylenheten, enheten för mottagande och medborgarskapsenheten samt stödenheterna kundrelationer och kommunikation samt en stab som utgörs av juridisk service och landinformation, personaladministration, elektroniska tjänster, kansliet och utvecklingstjänster. Verket har totalt ungefär 800 anställda. Migrationsverkets verksamhet styrs och övervakas av överdirektör Jaana Vuorio, som har innehaft tjänsten sedan juli 2013.
Migrationsverkets huvudsakliga verksamhetsställe ligger i Helsingfors. I Helsingfors finns även Virka-info i stadshuset som betjänar i migrationsärenden. Virkainfo
Verkets övriga verksamhetsställen finns i Kuhmo, Uleåborg, Villmanstrand och Reso. I Uleåborg, Villmanstrand och Reso behandlas i huvudsak asylärenden och vid verksamhetsställena finns även ett serviceställe. Migrationsverket har även serviceställen i Kuopio, Lahtis, Rovaniemi, Tammerfors och Vasa. I Kuhmo finns utöver asylenhetens resultatområde även verkets telefontjänst. Servicestället i Helsingfors finns i Sörnäs vid Göksgränd och Migrationsbiblioteket på Fågelviksgatan. Migrationsverkets förläggningar finns i Joutseno och Uleåborg. Den 8 september 2022 utnämnde statsrådet Ilkka Haahtela, till överdirektör för Migrationsverket för tiden 26/9/2022– 25/9/2027. Han arbetade innan dess som chef för Helsingfors stads enhet för invandrings- och sysselsättningsfrågor.

### Verksamhet, strategi och värden
Migrationsverkets vision är ”Från immigration till medborgarskap – vi bygger ett livskraftigt och tryggt Finland.” Migrationsverkets värden är förnyelse, ansvarsfullhet och inflytande.